# ジェームズ・ホラン (俳優)
ジェームズ・ホラン（James Horan、1954年12月14日 - ）は、アメリカ合衆国の俳優。

## 出演作品
- 死神（ショーン・ファロン）
- クリミナル・マインド2 ＦＢＩ行動分析課
- 悪魔と天使
- チャームド～魔女3姉妹～ シーズン6
- スタートレック:エンタープライズ シーズン1,2（時間冷戦の未来人）
- スタートレック:ヴォイジャー（トシン）
- スタートレック:ディープ・スペース・ナイン（イカティカ）
- 新スタートレック（ジョブリル（シーズン6）／バーナビー大尉（シーズン7））
- スターシップ・トゥルーパーズ・クロニクルズ（リシャール・ルクロワ（声））
- クラッシュ・ダイブ II
- 宇宙探査艦オーヴィル